# Saab 9-6X
Saab 9-6X seria uma versão Saab do Subaru Tribeca, desenvolvido para competir com o Volvo XC90. Entretanto, quando a General Motors vendeu sua participação na empresa que controla a Subaru, Fuji Heavy Industries, em outubro de 2005, o desenvolvimento do modelo foi oficialmente cancelado.